# Jens Kraft
Jens Kraft (født 1720, død 18. marts 1765) var en norskfødt filosof og matematiker.

## Uddannelse og virke
Jens Kraft blev født i Frederikshald, mistede tidlig sin fader, Anders Kraft, der var kaptajn ved det norske infanteri, men blev opdraget hos sin farbroder major Jens Kraft til
Rostrupgaard i Thy. Ved privat undervisning blev han student 1738 og derpå alumnus på Borchs Kollegium, hvor han udgav et par disputatser (Explicatio in Newtoni arithmeticam universalem, 1741, og Theoria generalis succincta construendi æqvationes analyticas, 1742), der vidnede om en ikke ringe matematisk dygtighed. Han blev dekan på Klosteret og 1742 magister, hvorefter han tiltrådte en flerårig udenlandsrejse.
Efter sin hjemkomst blev han professor i matematik og filosofi ved Sorø Akademi (1746). Kraft dyrkede nemlig tillige filosofien og begyndte sin litterære virksomhed med udgivelsen af en række efter den tids målestok gode lærebøger i Logik (1751), Ontologi (1751), Kosmologi (1752), Psykologi (1752) og Naturlig Theologi
(1753). De 4 sidste har fællestitelen Metafysik og stempler således forfatteren som en tilhænger af Christian Wolff, hvis forelæsninger han havde hørt i Halle; dog røber han en vis selvstændighed og er i modsætning til sin mester en ivrig tilhænger af Isaac Newton. 1760 udgav han Kort Fortælning af de vilde Folks fornemmeste Indretninger, Skikke og Meninger, en Slags filosofisk antropologi, som vakte en ikke ringe opsigt og blev oversat på tysk.

## Striden med Sneedorff
Året efter begyndte Jens Schielderup Sneedorff udgivelsen af sit tidsskrift Den patriotiske Tilskuer, hvori han tog ordet for en friere og naturligere opdragelse af ungdommen og ivrede mod al død lærdom og videnskabeligt pedanteri. Han gjorde sig lystig over den daværende filosofis abstrakt formalistiske fremgangsmåde og spottede særlig den Wolfiske matematiske metode, der foredrog filosofien som en slags geometri i læresætninger, beviser osv. uden at agte på den afgørende forskel mellem de matematiske, selvskabte og de filosofiske, forefundne udgangspunkter . Skønt Sneedorff dermed i virkeligheden hverken var gået filosofien eller de matematiske videnskaber for nær, og skønt Kraft selv i almindelighed havde taget en vis afstand fra Wolfs matematiske metode, følte han sig dog opfordret til at træde i skranken for "de grundige Videnskaber" over for "de smukke", og han udsendte 1761 sine Kritiske Breve til Videnskabernes Fremvæxt og Smagens Forbedring og endnu samme år Fortsættelse af de kritiske Breve, hvori han fremhæver, hvorledes et lands og folks velfærd til sidst dog beror på de økonomiske og praktiske forhold og disse atter på de forskellige teoretiske og anvendte naturvidenskabers højde og rækkevidde, mens de såkaldte smukke videnskaber i så henseende kun have en underordnet betydning og tilmed let ved deres sky for grundighed og objektivitet kunne foranledige forvirring og splittelse. Striden kulminerede og endte med Sneedorffs iltre tillæg til nr. 56 af Tilskueren, der af Kraft optryktes med en række skarpe anmærkninger. I virkeligheden havde de to modstandere nærmest skudt forbi hinanden, og i det mindste Sneedorff synes også snart at have indset dette og fortrudt kampen. Kraft kastede sig nu på ny over matematiske arbejder og udgav på kongelig opfordring 1763 sit hovedværk: Forelæsninger over Mekanik (Dynamik), og det følgende år 2. del: Forelæsninger over Statik og Hydrodynamik med Maskinvæsenets Theorier, et arbejde, der viser forfatteren som en dygtig fremstiller og som grundig hjemme i al sin tids matematik og fysik. Bogens 1. del blev siden oversat
både på latin og tysk.

## Andre arbejder
Foruden de nævnte Arbejder har Kraft skrevet en afhandling: Systema mundi deductum ex principiis monadicis, der blev optaget i Berliner-Akademiets samling over Monaderne (Nr. 10). End videre skrev han forskellige afhandlinger i Det kjøbenhavnske Selskabs Skrifter : Betænkninger over Newtons og Cartesii Systemer, Anmærkninger over de Ligheder , i hvilke flere Værdier af den ubekjendte Størrelse ere lige stores, Methode at bevise, hvorledes man i alle Tilfælde kan bestemme den ene ubekjendte ved en uendelig Følge af Terminis, som gives ved den anden, i de algebraiske Ligheder, som indeholde to ubekjendte, Om Sjælens Udødelighed, Om Træernes Natur og flere. Det er i den næstsidste af disse afhandlinger, at Kraft (1754) kommer ind på en vel dristig sammenligning mellem bevidsthedslivets udvikling og de matematiske kurvers ordinater; den sidste afhandling er en række refleksioner over saftstigningen hos planterne, foranledigede ved, at forfatteren har set et knækket træ, der endnu kun hang ved stubben ved en strimmel bark, sætte frugt; tankegangen har ikke, som N.M. Petersen antyder, noget med Goethes plantemetamorfose at gøre.
Kraft var gift 2 gange.